# HD 63454
HD 63454 ist ein etwas über 110 Lichtjahre entfernter Hauptreihenstern der Spektralklasse K im Sternbild Chamaeleon. Er besitzt eine scheinbare visuelle Helligkeit von 9,4 mag.
Im Jahre 2005 entdeckten Moutou et al. mit Hilfe der Radialgeschwindigkeitsmethode einen extrasolaren Planeten, der diesen Stern mit einer Periode von 2,8 Tagen umrundet und die systematische Bezeichnung HD 63454 b trägt. Das Objekt weist eine Mindestmasse von rund 0,4 Jupitermassen auf.

## Trivia
Im Rahmen einer Kampagne der IAU im Jahr 2019 wurde dem Stern der Eigenname Ceibo und dem Exoplaneten der Eigenname Ibirapitá zugeordnet.